# Île Camano
Pour les articles homonymes, voir Camano.
L'île Camano (en anglais Camano Island) est une île du Puget Sound située dans le comté d'Island de l'État américain de Washington. 

## Toponymie
Elle est nommée d'après l'explorateur espagnol Jacinto Caamaño. 

## Géographie
Elle se trouve entre l'île Whidbey dont elle n'est séparée que par un bras de mer étroit de 3 à 4 kilomètres nommé le chenal de Saratoga (en), et le continent américain auquel elle est reliée par un pont routier de 2 fois 2 voies.
Elle a une superficie de 103 km2 pour une longueur de 25,1 km et une largeur variant de 1,21 à 10,6 km. 
Au recensement de 2000, l’île comptait 13 358 habitants permanents.